# Petkus Landmaschinenwerk Wutha
Der Betrieb Anlagenbau Petkus Wutha war als Unternehmen des Landmaschinenbaus der DDR führender Hersteller von Getreide- und Saatgutaufbereitungstechnik im Rahmen des RGW.

## Geschichte

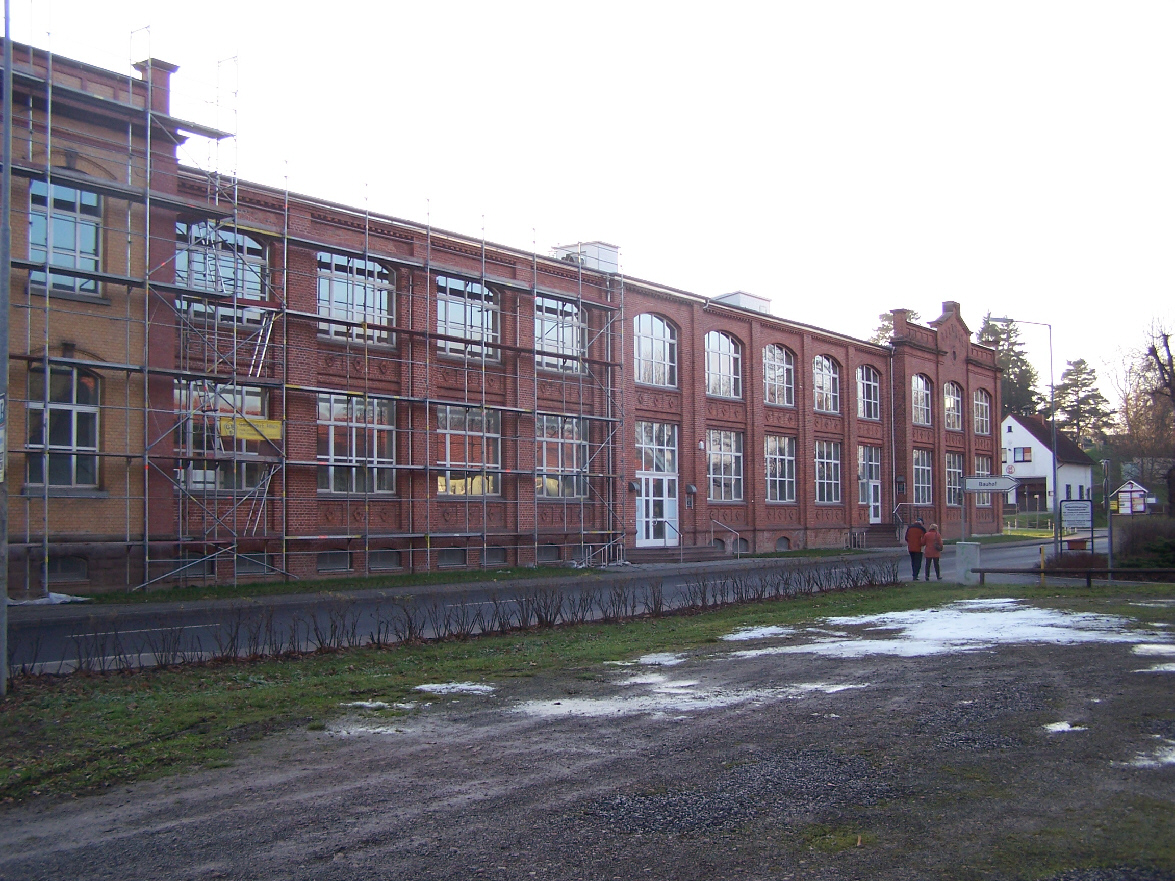
Petkus-Hauptgebäude (2008)

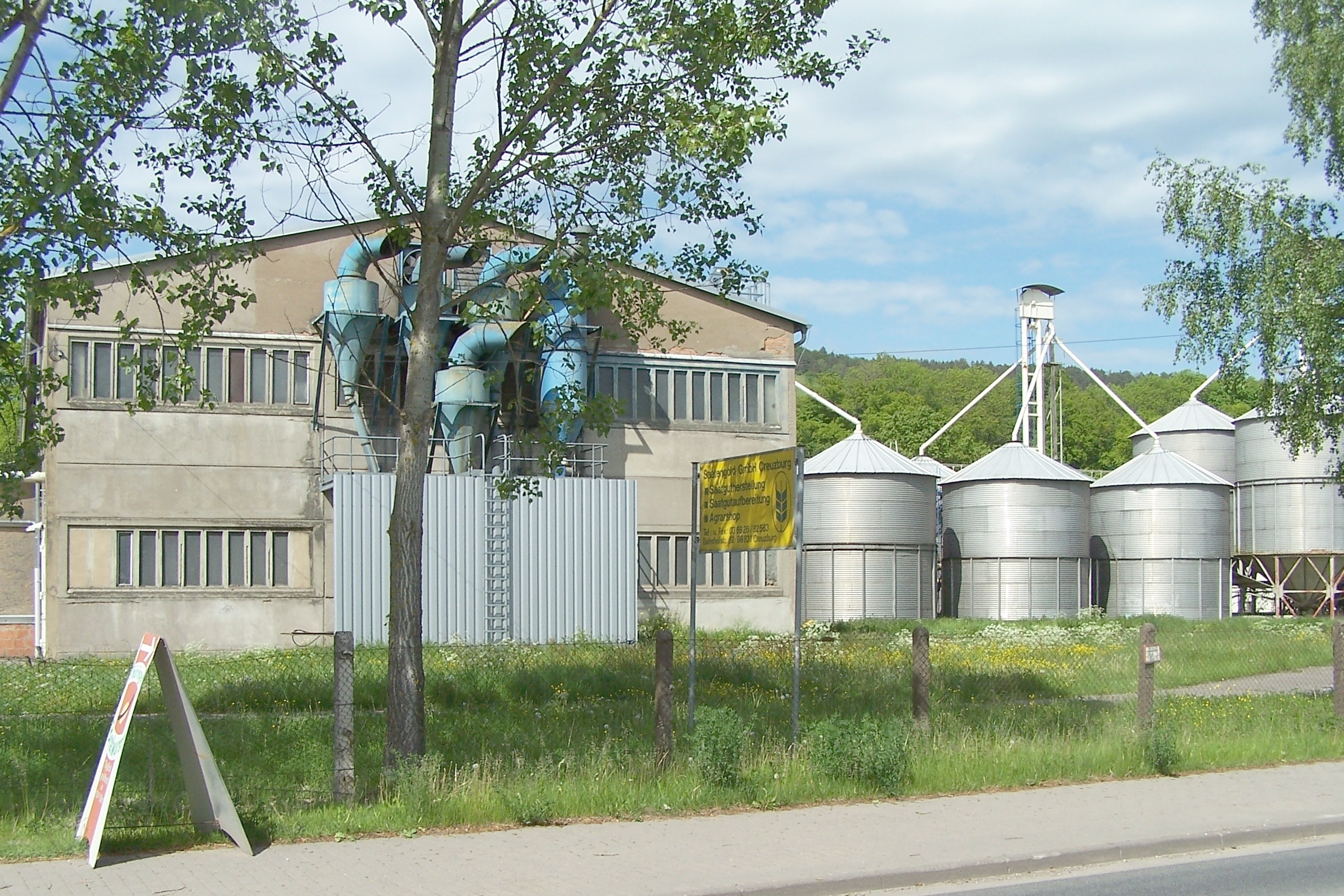
Diese Anlagen wurden bereits 1972 in Creuzburg errichtet

Ursprung des Betriebes ist die 1852 in Eichrodt bei Eisenach als Schmiede und  Landmaschinenwerkstatt gegründete Firma des Christian Friedrich Röber, in der bereits ab 1866 handbetriebene Häckselwerke, Rübenschneider und einfache Saatgutaufbereitungsmaschinen produziert wurden.
1945 wurde der in Wutha ansässige Teil der Firma Spezialmaschinenbau Gebrüder Röber (Wutha) Eigentum des Landes Thüringen und 1948 in Volkseigentum überführt. Er erhielt gleichzeitig die Bezeichnung „Landmaschinenfabrik Petkus Wutha“ und wurde Mitglied der VVB Land-, Bau- und Holzbearbeitungsmaschinen. Der Name Petkus verweist hierbei auf den brandenburgischen Ort Petkus.  Die Produktion von Saatgutaufbereitungsmaschinen wurde wieder aufgenommen.
Von 1952 bis 1954 war das Unternehmen ein Zweigbetrieb der Meteor-Werke Zella-Mehlis und an der Produktion von Mähbindern beteiligt. Anfang der 1950er Jahre wurden die Produkte auf dem Gebiet der Feinsaatenaufbereitungs- und -trocknungstechnik von den Firmen Neusaat (Eberswalde), Jäger (Halle) und Gomper (Hainichen)  und 1961 Betriebe in Dingelstädt (ehemals Firma Wegerich), Gerstungen und Vacha (ehemals Firma Lyding) übernommen. Später entstand ein weiterer Betriebsteil am westlichen Stadtrand von Creuzburg, wo Saatgutreinigungstechnik erprobt wurde.
1970 wurde das Unternehmen mit seinen etwa 1.700 Beschäftigten Bestandteil des Kombinates Fortschritt Landmaschinen. 1978 entstand in diesem Rahmen mit der Zuordnung der Betriebe Erfurter Mälzerei- und Speicherbau (Getreidesilo- und Mälzereianlagen), Press- und Stanzwerk Raguhn (Lochbleche), Unitechnik Erfurt (Elektroanlagen), Metallwebereien Raguhn und Neustadt/Orla (Metallgewebe, Drahtsiebe) und Apparatebau Nordhausen (Sudwerke für Brauereien) eine Einheit mit etwa 4.000 Beschäftigten. Ab diesem Zeitpunkt wurde auch der Name Anlagenbau Petkus Wutha geführt. 1984 wurden die beiden letztgenannten Betriebe aus dem Landmaschinenbau ausgegliedert und die übrigen Betriebe in Betriebsteile umgewandelt. Damit hatte der Anlagenbau Petkus Wutha Ende der 1980er Jahre einen Umsatz von mehr als 500 Mio. DDR-Mark und etwa 4.000 Beschäftigte, von denen etwa 1.400 im Hauptwerk in Wutha tätig waren.
1990 kam das Unternehmen in Treuhandverwaltung. Ab 1993 liefen mehrere Privatisierungsversuche. Im Ergebnis entstand schließlich die heute noch auf dem Gebiet der Getreide- und Saatgutaufbereitungsanlagen tätige PETKUS Technologie GmbH mit Sitz in Wutha. Die übrigen Standorte wurden liquidiert.

## Erzeugnisse
In den ersten Nachkriegsjahren konnte sich das Unternehmen auf ein tragfähiges Erzeugnisprogramm der Firma Röber stützen, das ab Mitte der 1950er Jahre weiterentwickelt und durch die Programme der oben genannten Firmen erweitert wurde. Damit waren Ende der 1950er Jahre folgende Haupterzeugnisse aktuell:
- Saatgutbereiter Petkus-Super K 212 und Petkus-Gigant K 213 mit der späteren Weiterentwicklung zum K 541 und K 531
- Plansiebmaschinen K 062
- Feinsaatenreiniger K 218 mit Trieurblock K553
- Elektromagnetische Saatenreinigungsmaschine K 073
- Saatgutreiber K 041
- Warmluftkörnertrockner K 841 und K 844
- Kaltbelüftungsanlage K 831
- Zentralrohrbelüftungssilos K 839
- Körnergebläse T 231, T 232, T 233

Ab den 1960er Jahren wurden neben der Leistungssteigerung in der Saatgutaufbereitung durch die zunehmende Ernte mit Mähdrescher Maschinen für die Getreideaufbereitung und -lagerung erforderlich. Wichtige Erzeugnisse dieser Etappe sind:
- Siloanlagen auf Basis der Aluminiumsilozelle K 850 (ab 1966)
- Mähdruschnachreiniger K 521 und K 523 (ab 1966) und deren Weiterentwicklungen K 525, K 526, K 526
- Saatgutaufbereiter K 545 (ab 1971) und Weiterentwicklung K 547
- Feinsaatenaufbereiter K 546 (ab 1972) und Weiterentwicklung K 548
- Siebsichter K 560 (ab 1985)
- Zellenausleser der Baureihe K 230 (ab Mitte der 1970er Jahre)
- Universalreinigungsmaschinen U 40 und U 100 (ab 1985)
- Metallsiloanlagen auf der Basis von 500 t – Silozellen (ab 1986)

Geprägt wurde das Erzeugnisprogramm in hohem Maße durch die Zusammenarbeit mit der UdSSR ab Mitte der 60er Jahre. Ein Schwerpunkt dabei waren die kompletten Anlagen für die Aufbereitung, Konservierung und Lagerung von Feinsaaten ab 1970. Im Rahmen des RGW hatte sich der Betrieb Petkus Wutha zum führenden Produzenten von Getreide- und Saatgutaufbereitungstechnik entwickelt, der mehr als 90 % seiner Produkte exportierte. In den 1980er Jahren wurden im Durchschnitt jährlich etwa 6.000 Maschineneinheiten (Getreidereinigungsmaschinen und Saatgutbereiter) produziert, was weltweit Spitzenwerte für diese Art von Erzeugnissen sind.
Die heute von der PETKUS Technologie GmbH angebotenen Getreidereinigungsmaschinen und Saatgutbereiter basieren auf den Konzepten der früheren Erzeugnisse. Die längste Tradition haben dabei die noch aktuellen Saatgutbereiter K 531 Gigant und K 541 Super.

## Denkmalschutz
Für die gründerzeitliche Fabrikhalle in der Eisenacher Straße, die beiden Fabrikantenvillen und der zugehörige Park mit Teich wurde 1994 die Denkmaleigenschaft festgestellt.